# ويليام ويلر (سياسي)
ويليام ويلر هو سياسي أمريكي، ولد في 3 أكتوبر 1814، وتوفي في 4 مايو 1881.